# Comitatul Scioto, Ohio
Comitatul Scioto, conform originalului din limba engleză Scioto County, este unul din cele 99 de comitate ale statului Ohio al Statelor Unite ale Americii.
Aflat la confluența dintre râurile Scioto și Ohio, comitatul avea la data de 1 aprilie 2010 (data celei de-al 23-lea recensământ al Uniunii) 79,499 de locuitori.  Arhivat în 8 ianuarie 2016, la Wayback Machine. Scioto fusese  denumit după un cuvânt de origine amerindian, care desemna "vânătoare de cerbi". Sediul comitatului este localitatea Portsmouth GR6
Comitatul a fost format la 24 martie 1803, prin scindarea sa din comitatul   Adams. Este locul de origine al fostului guvernator al statului Ohio Ted Strickland.
Zona micropolitană Portsmouth  include comitatul Scioto în întregime.

## Geografie
Conform datelor furnizate de United States Census Bureau, comitatul are o suprafață totală de 1.595 km2 (sau 616 sqmi), dintre care 1.584 km2 (sau 612 sqmi) reprezintă uscat, iar 11 km2 (sau 4 mile pătrate) (adică 0.62%) este apă. Multe părți ale comitatului sunt acoperite cu păduri, în special partea sa de vest, unde se află Shawnee State Park.

### Comitate adiacente
- Comitatul Pike, la nord
- Comitatul Jackson, la nord-est
- Comitatul Lawrence, la est
- Comitatul Greenup, la sud
- Comitatul Lewis, la sud-vest
- Comitatul Adams, la vest

### Zone protejate la nivel național
- Wayne National Forest (parțial)

## Demografie
|  | Graficele sunt indisponibile din cauza unor probleme tehnice. Mai multe informații se găsesc la Phabricator și la wiki-ul MediaWiki. |

Date: Wikidata - grafică realizată de Wikipedia